# 高尾晃市
高尾 晃市（たかお こういち、1973年2月14日 - ）は、東京都出身のマジシャン・俳優・演出家である。株式会社たかお晃市事務所 所属。

## 人物・経歴
- 小学6年生に学校の演劇クラブに入り、同年に劇団　劇団日本児童に入団。以後、子役として、テレビ、映画、テレビコマーシャル、学校教材の教育映画に多数出演。
- 1991年、TBS系「愛の劇場天までとどけ」の長男 正平役を演じ全国地で名前が知られた。
- テレビ出演の他、高校在学中からマジックと芝居が融合した興行を各地で行う。
- 子役時代の名前は佐藤晃市であるが、佐藤浩市と一字違いだったため勘違いをされることが多く、混乱を避けるために現在の名前になった。
- 幼少の頃から機械が好きで、ショーで使うセット、小物などは本人が製作することがほとんどである。

## 主な出演作

### テレビドラマ
- 親子ゲーム 第5話（1986年7月5日、TBS）
- ママはアイドル! 最終話（1987年6月16日、TBS）
- 3年B組金八先生 スペシャルVI（1987年12月25日、TBS）
- フジテレビヤングシナリオ大賞『パンダ、誘拐される』（1987年12月26日、フジテレビ）
- ダイアリー-車いすの青春日記-（1988年2月16日、日本テレビ）
- ドラマ女の四季 『多重人格の女』（1988年3月7日、テレビ東京）
- 愛の劇場 天までとどけ（1991年 - 1999年、TBS） - 丸山正平 役
- 月曜・女のサスペンス 『第九の流れる家』（1991年3月18日、テレビ東京）
- 世にも奇妙な物語 第2シリーズ『ど忘れ』（1991年3月21日、フジテレビ）
- 先生のお気に入り!（1991年6月28日 - 9月20日、TBS） - 高島秀臣 役
- 裏刑事-URADEKA- 第4話（1992年5月5日、テレビ朝日）
- 仮面ライダークウガ（2000年1月30日 - 2001年1月21日、テレビ朝日） - ゴ・ブウロ・グ 役
- 百獣戦隊ガオレンジャー 第3話（2001年3月4日、テレビ朝日）

### 映画
- 新・刑事まつり〜一発大逆転〜「窯岡刑事」（2003年）

### バラエティ
- マジック王国（2001年4月5日 - 9月27日、テレビ東京） - ゲストマジシャン